# ژنگ کای
ژنگ کای (انگلیسی: Zheng Kai؛ زادهٔ ۱۷ آوریل ۱۹۸۶) بازیگر و سلبریتی تلویزیونی اهل چین است. نام او چند مرتبه در فهرست ۱۰۰ سلبریتی چینی فوربز بوده است.
از فیلم‌ها یا برنامه‌های تلویزیونی که وی در آن نقش داشته‌است، می‌توان به دیوار بزرگ و خیاط سفارشی اشاره کرد.